# Kršika
Kršika  (lat. Kernera), rod trajnica iz porodice kupusovki, dio reda Brassicales.
Na popisu su jedna ili dvije vrste. U Hrvatskoj je poznata kao kamenjarska kršika. Druga vrsta Kernera boissieri Reut., španjolski je endem, a možda je podvrsta prve.

## Vrste
1. Kernera boissieri Reut.
2. Kernera saxatilis (L.) Sweet